# Scăieni, Dondușeni
Scăieni este un sat din raionul Dondușeni, Republica Moldova.
Are o suprafață de circa 3,17 kilometri pătrați, cu un perimetru de 8,15 km. Localitatea se află la distanța de 15 km de orașul Dondușeni și la 209 km de Chișinău. Satul a fost menționat documentar în anul 1639.

## Etimologie
Denumirea localității prezintă originii „botanice” și provine de la cuvântul „scai” - termen ce desemnează plantele cu frunze ghimpoase și cu fructe globuloase înconjurate de ghimpi îndoiți la vârf. Probabil că toponimul a fost preluat din flora locală care abunda în trecut cu astfel de plante.

## Istorie
Primul document în care este menționat satul Scăieni datează cu 14 septembrie 1639:
„Io Vasile voievod, din mila lui Dumnezeu, domn al Țării Moldovei. Dat-am cartea domniei mele slugii noastre, Danciului, spre aceia să fie tare și puternic cu cartea domniei mele a lua de a dzecea dintr-a lui direaptă ocină și moșie, din sat din Popești și din Scăuiani și din Dănceni și dintr-alte moșii a lui, pre unde va avea, din pâine și din fân și din tot venitul ce să va afla sămănat pre partea lui.

...

La Iași, leat <7148> 1639 septembrie 14.

Domnul a poruncit.

Mare logofăt a învățat.”
Conacul lui Filip Marcoci din Scăieni a fost construit în a doua jumătate a secolului al XIX-lea și distrus după lovitura de stat bolșevică din octombrie 1917. A fost atestat documentar în 1888, când s-a consemnat predarea acestui imobil către școala din sat.

## Populație (2004)
| Grup etnic | % Procentaj* |
| ---------- | ------------ |
| Moldoveni  | 99,02%       |
| Ucraineni  | 0,59%        |
| Ruși       | 0,29%        |
| Bulgari    | 0,05%        |
| Alții      | 0,05%        |

În satul Scăieni fost înregistrate 798 de gospodării casnice la recensământul din anul 2004, iar mărimea medie a unei gospodării era de 2,6 persoane.

## Administrație și politică
Primarul satului Scăieni este Lucian Racu (PAS), reales în noiembrie 2023.
Componența Consiliului local Scăieni (9 consilieri), ales la 5 noiembrie 2023, este următoarea:
|  | Partid                                       | Consilieri | Componență | Componență | Componență | Componență | Componență |
|  | -------------------------------------------- | ---------- | ---------- | ---------- | ---------- | ---------- | ---------- |
|  | Partidul Acțiune și Solidaritate             | 5          |            |            |            |            |            |
|  | Partidul Socialiștilor din Republica Moldova | 3          |            |            |            |            |            |
|  | Candidat independent VICTOR RUSU             | 1          |            |            |            |            |            |